# Kari Traa

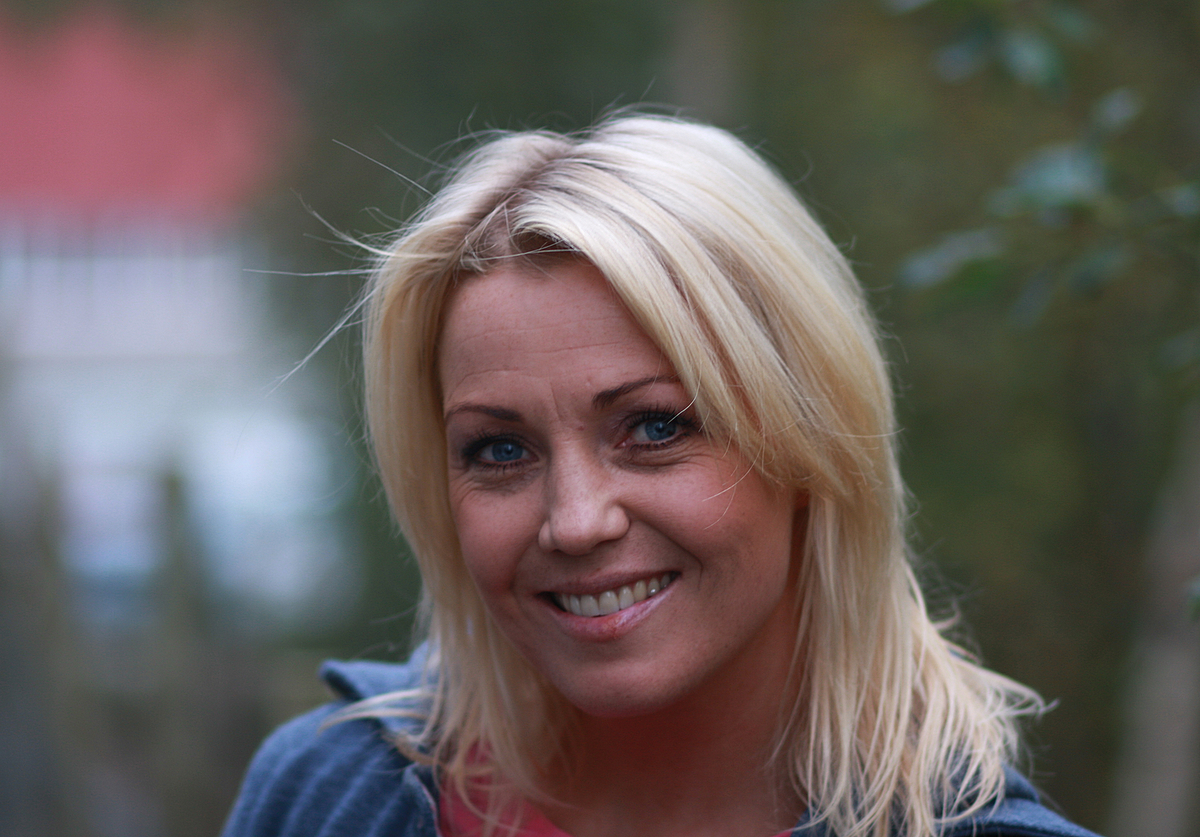
Kari Traa Bjerkreim 2008

Kari Traa (Voss, 28 januari 1974) is een Noorse freestyleskiester.
Traa is gespecialiseerd in de moguls. Ze was op drie opeenvolgende Olympische Spelen actief en op alle drie medaillewinnares. Op de Olympische Winterspelen 1998 in Nagano werd ze derde. Op de Olympische Winterspelen 2002 in Salt Lake City werd ze olympisch kampioene. Op de Olympische Winterspelen 2006 kon ze haar titel bijna verdedigen, maar in de finale ging Jennifer Heil haar in de laatste run voorbij en eindigde Traa als tweede.
Traa werd meermaals wereldkampioene en vicewereldkampioene op zowel de moguls als de synchroon-moguls. Daarbij won ze verscheidene wereldbekerwedstrijden. In 1999 in Meiringen werd ze tweede op beide onderdelen. In Whistler Mountain won ze in 2001 op beide onderdelen goud, iets wat ze in 2003 in Deer Valley nog eens overdeed. In 2005 eindigde ze als tweede op de synchroon-moguls in Ruka.
In aanloop naar het toernooi was Sandra Schmitt een van haar grootste rivalen voor de olympische titel van 2002, maar zij kwam in 2000 om het leven bij de kabeltreinramp in Kaprun.
| Logo van de Olympische Spelen | Goud | Zilver | Brons | Logo van de Olympische Spelen |
|                               | 1    | 1      | 1     |                               |

1992: Donna Weinbrecht ·
1994: Stine Lise Hattestad ·
1998: Tae Satoya ·
2002: Kari Traa ·
2006: Jennifer Heil ·
2010: Hannah Kearney ·
2014: Justine Dufour-Lapointe ·
2018: Perrine Laffont ·
2022: Jakara Anthony
- Virtual International Authority File: 265149066351565600486